# 鄭重 (婺川縣縣長)
鄭重（？—？），贵州玉屏人，中国近代政治人物。

## 生平
民国四年（1915年），擔任中华民国遵义府婺川縣縣長。后由楊德滋接任。